# Замок Гленінах
Замок Гленінах (англ. Gleninagh Castle, ірл. Caisleán na Gleann Eidhneach) — замок Гленн Ейднех, замок Глен Енех — один із замків Ірландії, розташований в графстві Клер. Замок стоїть на межі карстової області Буррен — на крайньому північному заході цієї області, на південь від затоки Ґолвей. Замок L-подібного плану. Збудований в XVI столітті. Біля замку є маяк на скелі, яка називається Чорна Голова.

## Історія замку Гленінах

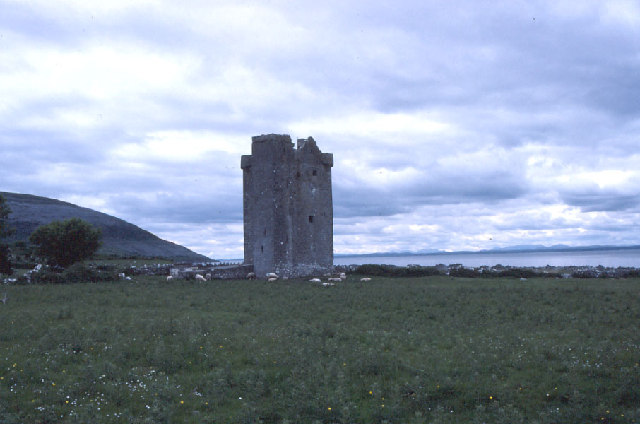
Замок Гленінах.

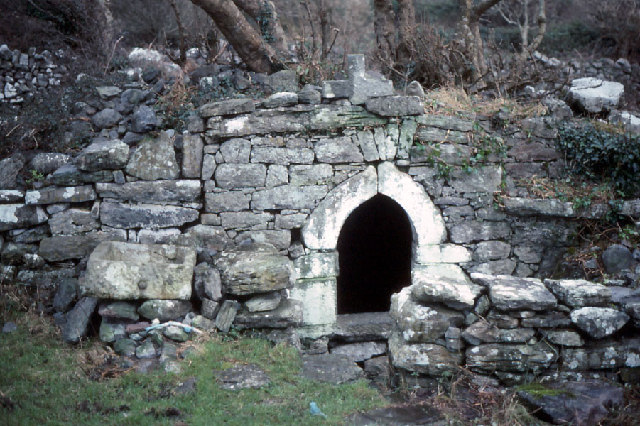
Місце паломництва Тобар на Кройхе.

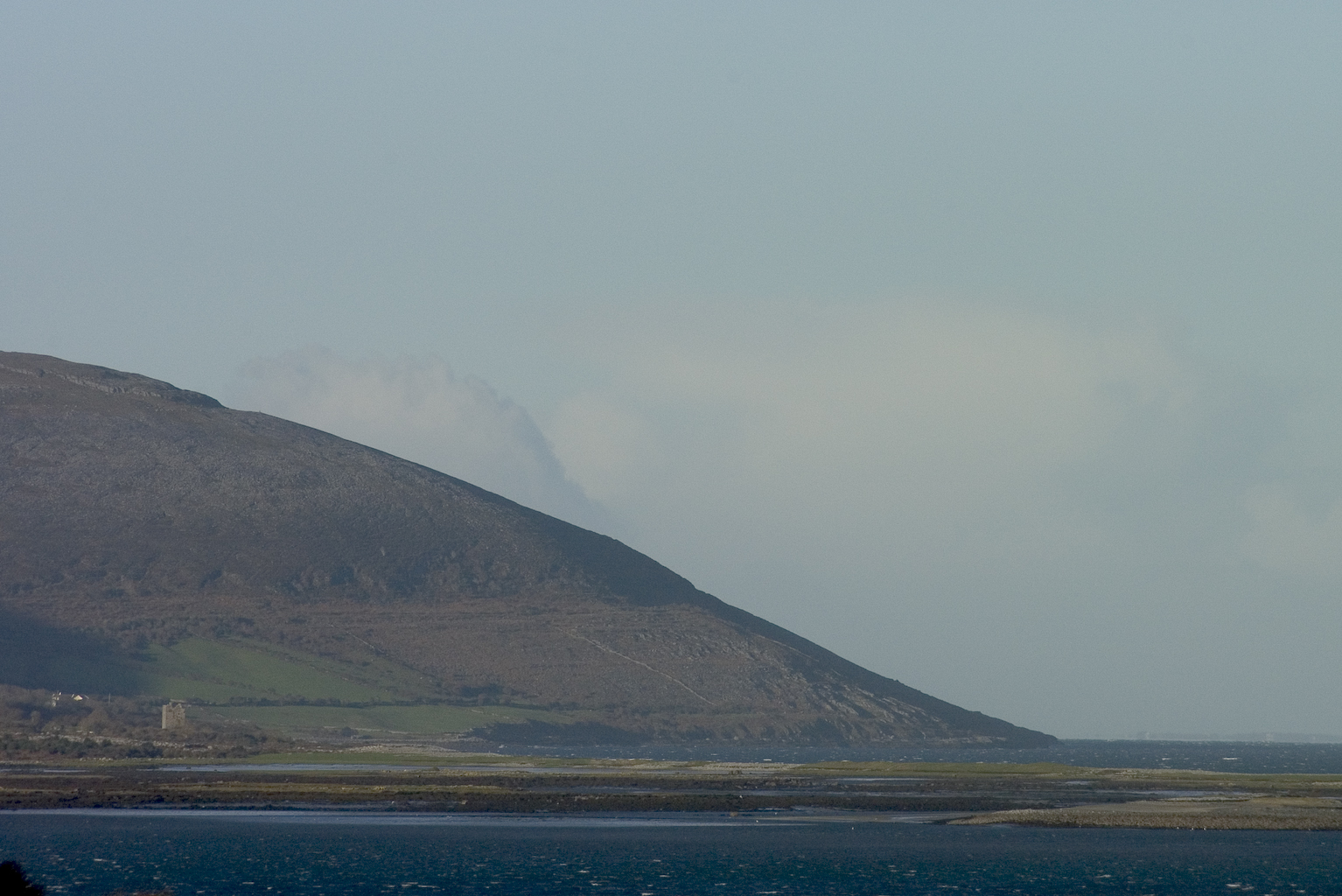
Гора Чорна Голова біля замку Гленінах.

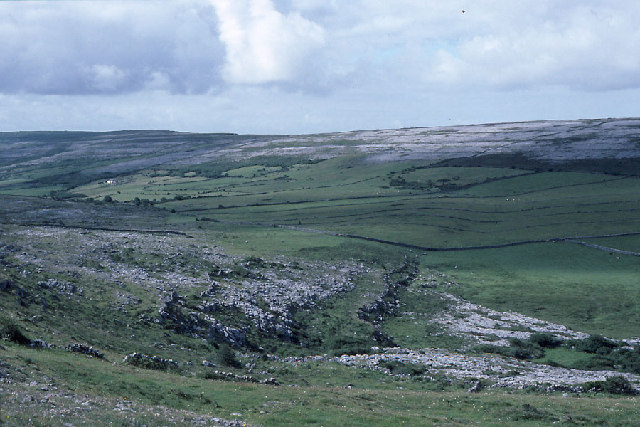
Долина Гленінах.

Ірландська назва Гленн Ейднех в перекладі означає Долина Плюща. Можливо, стара назва замку була Клуань Енех, що означає «скеля, що заросла плющем». Іноді землі, парафії та замки називались на честь церкви, яка була на цих землях. Не виключено, що тут була давня церква, яку називали саме так.
Замок стоїть в області Буррен, на північно-західному куті цього баронства. Замок стоїть за 13 миль на північ під селища Енністімон. Земля навколо замку гірська з численними скелями та ущелинами.
Замок Гленінах був побудований в XVI столітті на вершині скелі біля затоки Ґолвей. Замок побудував ірландський клан О'Логлен (О'Локлін). Замок багато разів переходив з рук в руки, захоплювався, але щоразу повертався у власність клану О'Логлен. Клан використовував цей замок як житло до 1840 року. У 1839 році про цей замок писали, що він знаходиться «в хорошому стані». У 1843 році замок був закинутий і використовувався місцевим землевласником — лордом Блад як хлів для худоби. Верхня частина замку була облаштована під голубник.
Замок був частково відреставрований в XX столітті. Замок являє собою вежу висотою 31,8 футів і шириною 27,6 фути. Вежа має 4 поверхи. Збереглися кам'яні гвинтові сходи. На поверхах є бійниці, круглі башточки-стрільниці по кутах головної вежі. Низка вузьких вікон та бійниць замуровані в XVII столітті. У замку було кілька старовинних камінів.
Біля замку є старовинна церква. Час побудови церкви невідомий, але є версія, що церква була побудована 1302 року (згідно з церковними записами). До цього на цьому місці був монастир, збереглися деякі ознаки монастирського муру. Також археологи виявили біля церкви ознаки господарської діяльності монахів. Проте ґрунтовних розкопок археологів тут не було. Тому історія цієї церкви лишається туманною.
Ця церква була описана в 1839 році як руїна, що була оповита плющем. Стіни церкви товщиною 2,5 фути і близько 8 футів висотою. Південна стіна загострена, дверний проріз з тесаного каменю висотою 5,33 фути. На південній стороні було два вікна, одне чотирикутне, інше кругле. Ще в 1897 році церква була в хорошому стані — нині в руїнах і закинута.
Біля замку колись був маєток та будинок лорда землевласника. Будинок був побудований в XIX столітті. Нині в руїнах. Біля будинку був сад, колодязь, вода в якому вважалася священною. У XIX столітті цими землями та маєтком володів Вільям Біндон Блад — нащадок полковника Томаса Блада, що в 1671 році намагався викрасти корону короля Англії.
Недалеко від замку знаходиться святе місце — Тобар на Кройхе Наойме (ірл. Tobar na Croiche Naoimhe) — «Місце Святого Хреста» — в старі часи це було місце паломництва. Це місце має кілька назв: крім вищезазначеної — Крогнева (ірл. Croghneva), Тобар на Кройхе Наомха (ірл. Tobar na Croise Naomhtha), Тобарнакробаніде (ірл. Tobernacrobaneede) та інші. Нині тут стоїть кам'яна арки готичного типу, хрест на вершині. Вважалося, що на цьому місці сліпі прозрівали. У 1840 році тут були проведені археологічні розкопки і виявлено сліди давніх людських жертвоприношень, людські черепи. Судячи по всьому це місце вважалося священним ще в дуже давні язичеські часи. Ще одне місце паломництва на північ від замку — називається Тобар Корнайн. Там сьогодні є споруда в стилі псевдоготики (1860 року).
Недалеко від замку є давній курган, який називається Доу Браннен (ірл. Dough Branneen). Поруч є давній священний камінь, який називається Кегер. Також є залишки стародавньої кельтської фортеці залізної доби — так званого «круглого форту», що називається Дун Фергус — «Фортеця Фергуса». Під фортецею є природні печери.
Біля замку є також залишки стародавніх печей для випалювання вапна.
До 1544 року землі і замок Гленінах належали ірландському клану О'Логлен. У 1544 році король Англії Генріх VIII «дарував» ці землі і замок (які на той час ще не були завойовані Англією) Річарду Гардінгу, з розрахунком того, що він ці землі завоює і замок захопить. Потім замок і землі в 1570 році захопив Джеймс Лінч з Ґолвей. Він належав до тої самої родини Лінч від якої виникли вирази «закон Лінча» та «лінчувати». Потім до 1629 року ці землі належали єпархії Кілфенора. У 1837 році тут була католицька парафія Глін або Гленаррага. У 1841 році тут було селище — 146 будинків, 886 жителів. У 1845 році біля замку були селища Гланінах, Муррогкеллі, Муррогвогі.